# Sveriges värsta bilförare 2010
Sveriges värsta bilförare 2010 var den tredje säsongen av Sveriges värsta bilförare, som sändes på TV4 med Adam Alsing som programledare, mellan 4 mars och 22 april 2010. Juryn i den tredje säsongen var Patrik "Budda" Andersson och Jeanette Jedbäck Hindenburg. I finalen korades Johanna Hallin till Sveriges värsta bilförare.

## Jury
Juryn i denna säsong bestod av:
- Patrik Andersson, före detta racerförare, numera testförare och professionell kommentator inom motorsport.
- Jeanette Jedbäck Hindenburg, ordförande för Sveriges Trafikskolors Riksförbund som dessutom utbildar bilskolelärare.

### Gästdomare
- Dogge Doggelito, gästdomare under övningen Höghöjdsbanan i avsnitt 2.
- Jan O. Jansson (eller Naken-Janne), hinder i övningen Distraktionsövning i avsnitt 3.
- Lennart Matikainen, gästdomare under övningen Distraktionsövning i avsnitt 3.
- Susanne Brännemo (från Bonde söker fru 2007), gästdomare under övningen Möte på smal väg i avsnitt 4.
- Rickard Rydell, gästdomare under övningen Skrotbilsrally i avsnitt 5.
- Jugge Nohall, deltog i övningen Privatchaufför i avsnitt 6.
- Nalle Knutsson, deltog i övningen Privatchaufför i avsnitt 6.
- Allan Löfgren, deltog i övningen Uppkörning i avsnitt 7.
- Andreas Eriksson, körde racerbil med deltagarna som co-driver i avsnitt 8.
- Willy Björkman, deltog i övningen Bred last i avsnitt 8.

## Deltagare
Namnen i liten text är förarnas respektive co-driver:
- Erica Damberg, 20 år från Storfors, med Josefine Tiihonen, 19 år från Storfors.
- Eva-Karin Larsson, 20 år från Stockholm med Per "Pelle" Larsson, 39 år från Torgås.
- Johanna Hallin, 19 år från Fruängen, med John "Jonne" Engström, 26 år från Hallunda.
- May-Britt Hellman, 68 år från Stockholm, med Åke Hellman, 69 år från Stockholm.
- Nikolina Larsson, 20 år från Falun, med Martin Hedberg, 21 år från Falun.
- Parvaneh Saremi, 56 år från Solna, med Hanni Asslesiefi, 31 år från Solna.
- Stephanie Holmström, 21 år från Bromma, med Carina Holmström, 53 år från Spånga.
- Tobias Hagman, 21 år från Vendelsö, med Tomas Hagman, 26 år från Vendelsö / med Stephanie Holmström, 21 år från Bromma.

## Resultat
Titlar i kursiv text innebär ej officiell titel.
| Avsnitt | Sändes        | Uppgifter                                        | Värsta Bilföraren                  | Bästa Bilföraren                   | Pris                                              |
| ------- | ------------- | ------------------------------------------------ | ---------------------------------- | ---------------------------------- | ------------------------------------------------- |
| 1       | 4 mars 2010   | Stadskörning Vattentanken                        | Erica                              | Nikolina                           | En tvättsvamp Nikolina fick inte lämna programmet |
| 2       | 4 mars 2010   | Höghöjdsbanan Dragläge Tillit                    | Stephanie                          | Eva-Karin                          | En Chevrolet Matiz (årgång 2008)                  |
| 3       | 11 mars 2010  | Fickparkering Verkstaden Distraktionsövning      | Tobias                             | May-Britt                          | En stereoanläggning (värd 50.000 kr) samt fälgar  |
| 4       | 18 mars 2010  | Trepunktsvändning Möte på smal väg Trångt garage | Erica                              | Nikolina                           | En EU-moped                                       |
| 5       | 25 mars 2010  | Vattenfeedback Omkörning Skrotbilsrally          | Parvaneh Erica                     | Stephanie                          | En 46 tums platt-tv                               |
| 6       | 1 april 2010  | Privatchaufför Häva sladd Ömtålig last           | Johanna                            | ingen                              | Inget pris; Ingen fick lämna programmet           |
| 7       | 8 april 2010  | Uppkörning Offroad Takboxen                      | Erica Johanna Parvaneh Tobias      | ingen                              | Inget pris; Ingen fick lämna programmet           |
| 8       | 15 april 2010 | Bred last Serpentinvägen Backa med släp          | Parvaneh                           | Tobias                             | Inget pris; Tobias fick inte lämna programmet     |
| 9 Final | 22 april 2010 | Testbanan Manövrering                            | Fjärde plats: Erica                | Fjärde plats: Erica                | En resa och en bilstereo                          |
| 9 Final | 22 april 2010 | Landsbygden                                      | Tredje plats: Parvaneh             | Tredje plats: Parvaneh             | EU-moped och fotopaket samt körkortsbok           |
| 9 Final | 22 april 2010 | Stadskörning                                     | Andra plats: Tobias                | Andra plats: Tobias                | El-cykel                                          |
| 9 Final | 22 april 2010 | Stadskörning                                     | Sveriges värsta bilförare: Johanna | Sveriges värsta bilförare: Johanna | 40 körlektioner samt fika och kaffe               |

| Deltagare           | 1      | 2      | 3      | 4      | 5      | 6      | 7      | 8      | 9      |
| ------------------- | ------ | ------ | ------ | ------ | ------ | ------ | ------ | ------ | ------ |
| Johanna Hallin      | Inne   | Inne   | Inne   | Inne   | Inne   | Värsta | Värsta | Inne   | SVB    |
| Tobias Hagman       | Inne   | Inne   | Värsta | Inne   | Inne   | Inne   | Värsta | Bästa  | Andra  |
| Parvaneh Saremi     | Inne   | Inne   | Inne   | Inne   | Värsta | Inne   | Värsta | Värsta | Tredje |
| Erica Damberg       | Värsta | Inne   | Inne   | Värsta | Värsta | Inne   | Värsta | Inne   | Fjärde |
| Stephanie Holmström | Inne   | Värsta | Inne   | Inne   | Bästa  |        |        |        |        |
| Nikolina Larsson    | Bästa  | Inne   | Inne   | Bästa  |        |        |        |        |        |
| May-Britt Hellman   | Inne   | Inne   | Bästa  |        |        |        |        |        |        |
| Eva-Karin Larsson   | Inne   | Bästa  |        |        |        |        |        |        |        |

     Bästa - Denna deltagare blev Veckans bästa bilförare och fick lämna programmet.
     Bästa - Denna deltagare blev Veckans bästa bilförare men blev kvar i programmet.
     Inne - Denna deltagare blev kvar i programmet.
     Värsta - Denna deltagare blev Veckans värsta bilförare.
     SVB - Denna deltagare blev korad till Sveriges värsta bilförare.
     Andra - Denna deltagare kom på en andra plats.
     Tredje - Denna deltagare kom på en tredje plats.
     Fjärde - Denna deltagare kom på en fjärde plats.

## Avsnitten
Titlar i kursiv text innebär ej officiell titel.

### Avsnitt 1
- Stadskörning

Det gällde för deltagarna att åka en förbestämd rutt på kortast tid och med minst trafikförseelser.
- Vattentanken

Det handlade om att köra så mjukt som möjligt. Deltagarna fick köra en hinderbana med en stor vattentank fastspänt på bilens tak. Om de körde för hackigt eller bromsar för hårt, rinner vatten in på både föraren och dess co-driver.

### Avsnitt 2
- Höghöjdsbanan

Deltagarna skulle köra en hinderbana så snabbt som möjligt, både framåt och sedan backa tillbaka samma väg.
- Dragläge

I den här tävlingen hade både deltagaren och dess medförare ett strömförande armband som ger ifrån sig en stöt om deltagaren använder bromsen. Det gällde att i dragläge stanna på tre olika platser i en backe i minst tio sekunder utan att använda bromsen.
- Tillit

Deltagaren fick en ögonbindel och skulle ledsagas av sin medförare, där snabbast i mål med minst fel vann.

### Avsnitt 3
- Fickparkering

Det handlade om att fickparkera. Parkerade man i fel ruta kom parkeringsvakten och röt ifrån.
- Verkstaden

Deltagarna fick visa sina kunskaper i en verkstad, där de ska försöka byta vindrutetorkare, kontrollera oljenivån, spolarvätskenivån och lufttrycket i däcken samt fylla på vid behov.
- Distraktionsövning

Den här tävlingen var en annorlunda modell av hinderbanan. Deltagarna skulle försöka att ta sig i mål via hinder som Naken-Janne, explosioner, barnvagnar och motocrossåkare där det gällde att hålla fokus på körningen.

### Avsnitt 4
- Trepunktsvändning

Det gällde att köra upp och vända på en ramp. Rampen är upphöjd och väldigt liten, där deltagarna behöver klara av uppgiften på bara tre svängar.
- Möte på smal väg

I den här övningen gällde det att hålla lugnet på en smal skogsväg med djupa diken och där deltagarna fick ett oväntat möte med en ambulans under utryckning.
- Trångt garage

Deltagarna skulle hålla koll på var bilen börjar och slutar när de ska utföra en parkering i ett trångt parkeringshus.

### Avsnitt 5
- Vattenfeedback

Det gällde att köra genom en hinderbana utan att stöta emot något. Om deltagarna trots allt stötte till något fick de en stråle av vatten i ansiktet.
- Omkörning

I den andra övningen handlade det om att ta sig förbi en annan bil i en omkörning.
- Skrotbilsrally

Deltagarna fick delta i ett skrotbilsrally.

### Avsnitt 6
- Privatchaufför

I den här övningen fick bilförarna agera privatchaufförer, där det gällde att på ett avslappat och tryggt sätt ta sig runt på Stockholms gator med Nalle Knutsson och Jugge Nohall i baksätet.
- Häva sladd

Det gällde att ta sig genom en hinderbana i 60 kilometer i timmen som dessutom innehöll en sladdplatta.
- Ömtålig last

Deltagarna skulle manövrera en lastbil genom ett stenbrott, varav i lastbilens lastrum finns det massvis av ömtåligt porslin som deltagarna skulle förhindra att gå sönder.

### Avsnitt 7
- Uppkörning

Deltagarna fick chansen att visa att de förtjänar sitt körkort genom att få köra upp en gång till.
- Offroad

I den här övningen förflyttades deltagarna från staden till skogen, där de kom att tävla i en offroad-körning.
- Takboxen

Det gällde att fästa en takbox på en bil och sedan försöka backa ut hela ekipaget in i en carport utan att riva den.

### Avsnitt 8
- Bred last

Det gällde för deltagarna att säkra en last på bilens tak på 15 minuter innan de blev utskickade i en krånglig hinderbana som bl.a. innehöll ett jobbigt backmoment.
- Serpentinvägen

I den här övningen åkte deltagarna upp i bergen på smala och branta serpentinvägar.
- Backa med släp

Deltagarna skulle försöka att backa med hästtransport i denna övning.

### Avsnitt 9
De fyra kvarstående förarna medverkade i de två översta grenarna, sedan fick en förare lämna tävlingen. Efter den tredje övningen fick ytterligare en förare lämna tävlingen. Efter den sista övningen korades Sveriges värsta bilförare 2010.
- Testbanan

Deltagarna skulle köra en testbana där man skulle ta sig från start till mål på kortast tid. På vägen mötte de regn, bländande sol, blixthalka och höstlöv dvs. årstiderna.
- Manövrering

Denna övning var en kombinationsövning som testade deltagarnas reflexer och manövreringsförmåga. Dessutom återvände vattentanken på biltaket.
- Landsbygden

Det handlade om att köra på smala grusvägar bland stora skördetröskor och fickparkera under två ton färsk gödsel.
- Stadskörning

De två kvarvarande deltagarna fick åter ge sig ut i trafiken i Stockholm för att avgöra vem som är Sveriges värsta bilförare.